# 1,3-二氯-2-丙醇
1,3-二氯-2-丙醇（1,3-Dichloro-2-propanol），简写1,3-DCP，分子式C3H6Cl2O。

## 性质
有醚臭的液体。溶于约10倍的水，混溶于乙醇、乙醚。相对密度1.3506（17°C）。熔点−4°C，沸点174.3°C。折射率（{\displaystyle \ n_{D}^{17}}）1.4802。有毒，具比一氯丙醇更强的麻醉作用，可损害心脏和神经系统。

## 制备
冰醋酸存在下，甘油於100～110°C与氯化氢进行氯化反应，得到1,3-二氯-2-丙醇。反应后用碱中和以除过量盐酸，静置，得到成品。
{\displaystyle \ HOCH_{2}CH(OH)CH_{2}OH+2HCl\rightarrow ClCH_{2}CH(OH)CH_{2}Cl+2H_{2}O}
以前也会用甘油和二氯化二硫反应形成1,3-二氯-2-丙醇，产率62%。
不过由于 S2Cl2 不稳定的性质，现在已不使用此方法。

## 用途
用于生产硝基清漆、感光材料，也用作硝酸纤维素和硬质树脂的溶剂，以及水溶性颜料的粘合剂。它也可以用来合成环氧氯丙烷。